# Ján Markoš
Ján Markoš (* 2. červenec 1985, Banská Bystrica) je slovenský šachový velmistr. FIDE ELO má 2571, nejvyšší hodnotu 2602 měl v červenci 2014.
Jan Markoš se naučil hrát šachy doma od své sestry již jako šestiletý chlapec. Postupně ho trénovali Štefan Blaho, Robert Tibenský a velmistr Ľubomír Ftáčnik.
Jako chlapec se účastnil dětských soutěží podle jednotlivých věkových kategorií. V kategorii chlapců do dvanácti let se stal přeborníkem Slovenské republiky v roce 1997 v Žilině. Titul přeborníka získal i později v kategoriích chlapců do čtrnácti a šestnácti let.
Veliký úspěch zaznamenal v roce 2000 v Chalkidiki, kdy se stal přeborníkem Evropy v kategorii juniorů do šestnácti let. Dalším úspěchem pak bylo vítězství na otevřeném mistrovství Slovenska ve Zvolenu.
Jan Markoš získal titul mezinárodního mistra v roce 2001, v roce 2003 se stal přeborníkem Slovenské republiky. Na dalším mistrovství republiky byl například v roce 2006 v Banské Štiavnici druhý, a to pouze díky horšímu pomocnému hodnocení za Tomášem Petríkem. Roku 2007 skončil rovněž na druhém místě za velmistrem Movsesjanem.
Řadu zmíněných úspěchů završil slovenský reprezentant předběžně v roce 2007 ziskem titulu šachového velmistra; tehdy rovněž dosáhl druhého nejvyššího ratingu na Slovensku. Markoš reprezentuje ve slovenské extralize klub Slovan Bratislava. V České republice bojoval za barvy Zlína a nověji za Novoborský šachový klub. Ligové boje svádí ovšem také v Německu (kluby Bindlach a pak SF Berlin) a v neposlední řadě také v blízkém Rakousku (nejdříve Pamhagen a pak Lackenbach).
Jan Markoš se řadí k šachovým velmistrům, kteří si své znalosti a vědomosti o šachové hře nenechávají pouze pro sebe. V roce 2008 napsal a vydal knihu o královské indické obraně, která byla publikována v angličtině. Svými příspěvky podporuje slovenský časopis Moderní šach, Novoborský šachový servr a server HrajSach.cz.
Kromě nepřetržité účasti na různých soutěžích dokázal Jan Markoš současně studovat, vystudoval v Praze filozofii a evangelickou teologii.

## Publikace
Ján Markoš, Beat the KID, Quality Chess, prosinec 2008, v angličtině